# Rick Flens
Rick Flens, né le 11 avril 1983 à Zaandam, est un coureur cycliste néerlandais spécialiste du contre-la-montre.

## Biographie
Après plusieurs années dans l'équipe Van Vliet-EBH-Gazelle nommée par la suite Van Vliet-EBH-Advocaten, Rick Flens est engagé en 2006 dans l'équipe Rabobank Continental. Au cours de sa seule année dans l'équipe, il remporte quatre victoires contre-la-montre, notamment la 4e étape du Tour du Poitou-Charentes devant Sylvain Chavanel, qu'il termine à la deuxième place finale derrière Chavanel. 
Flens passe dans l'équipe première Rabobank en 2007. Cette année-là, il remporte l'étape contre-la-montre du Tour du Danemark, et profite de ses qualités de rouleur pour terminer cinquième du Tour de Belgique. En août 2007, il termine troisième du championnat des Pays-Bas du contre-la-montre. Ses résultats 2008 sont moins remarquables, à l'exception d'une sixième place aux Trois Jours de La Panne.
Sur le Tour d'Italie 2014, Flens, comme de nombreux autres coureurs, chute dans les derniers kilomètres de la sixième étape. Il continue la course malgré le diagnostic d'une fracture à un doigt.

## Palmarès et classements mondiaux

### Palmarès
- 2001
  -  Champion des Pays-Bas du contre-la-montre juniors
- 2002
  - 3e du championnat des Pays-Bas du contre-la-montre espoirs
- 2003
  - Classement général de l'OZ Wielerweekend
- 2004
  - 3e du Tour du Brabant flamand
- 2005
  - Ronde van Zuid-Holland
  - OZ Wielerweekend :
    - Classement général
    - 1re étape
- 2006
  - Prologue de l'Olympia's Tour
  - 3e étape du Tour du Brabant flamand (contre-la-montre)
  - 4e étape du Tour du Poitou-Charentes (contre-la-montre)
  - 3e étape du Tour de la Somme
  - 2e du Tour du Poitou-Charentes
  - 3e de l'Olympia's Tour
- 2007
  - 4eb étape du Tour du Danemark (contre-la-montre)
  - 3e du championnat des Pays-Bas du contre-la-montre
- 2009
  - 3e du championnat des Pays-Bas du contre-la-montre
- 2010
  - 2e de Kuurne-Bruxelles-Kuurne
- 2011
  - 1re étape de Tirreno-Adriatico (contre-la-montre par équipes)
- 2015
  - 2e du championnat des Pays-Bas du contre-la-montre

### Résultats sur les grands tours

#### Tour d'Italie
4 participations
- 2010 : 135e
- 2011 : 155e
- 2014 : 132e
- 2015 : 144e

### Classements mondiaux
| Année                  | 2005 | 2006 | 2007 | 2008 | 2009 | 2010 | 2011 | 2012 | 2013 | 2014 | 2015 |
| ---------------------- | ---- | ---- | ---- | ---- | ---- | ---- | ---- | ---- | ---- | ---- | ---- |
| Calendrier mondial UCI |      |      |      |      |      | 273e |      |      |      |      |      |
| UCI World Tour         |      |      |      |      |      |      | 226e | nc   | nc   | nc   | 192e |
| UCI Europe Tour        | 746e | 96e  |      |      |      |      |      |      |      |      |      |